# Vivo en Red House
Vivo en Red House es el nombre del primer DVD y cuarto álbum en vivo del grupo de blues y rock argentino Manal.
El material audiovisual registra la reunión del grupo luego de treinta años con sus tres integrantes originales. El encuentro tuvo lugar en el escenario del club de rock y blues Red House, el 1 de octubre de 2014. Salió a la venta en formato de CD+DVD el 2 de diciembre de 2016, y es el primer DVD del grupo a casi cincuenta años de su fundación. Contó con la producción artística de Jorge "Corcho" Rodrígez y con la participación de Chizzo de La Renga en la canción "Doña Laura". El DVD+CD fue editado junto a un libro con fotografías tomadas durante los ensayos y en el show publicado por la editorial Planeta.

## Lista de canciones
| N.º | Título                                                                        | Duración |  |
| 1.  | «Informe de un día» (Javier Martínez)                                         |          |  |
| 2.  | «No pibe» (Javier Martínez)                                                   |          |  |
| 3.  | «Avenida Rivadavia» (Javier Martínez)                                         |          |  |
| 4.  | «Qué pena me das» (Javier Martínez)                                           |          |  |
| 5.  | «Si no hablo de mí» (Javier Martínez)                                         |          |  |
| 6.  | «Tengo algo en mi mente para vos» (Alejandro Medina)                          |          |  |
| 7.  | «Todo el día me pregunto» (Javier Martínez, Alejandro Medina y Claudio Gabis) |          |  |
| 8.  | «No hay tiempo de más» (Javier Martínez)                                      |          |  |
| 9.  | «Para ser un hombre más» (Javier Martínez)                                    |          |  |
| 10. | «Doña Laura» (Javier Martínez)                                                |          |  |
| 11. | «Avellaneda Blues» (Javier Martínez y Claudio Gabis)                          |          |  |
| 12. | «Necesito un amor» (Javier Martínez)                                          |          |  |
| 13. | «Una casa con diez pinos» (Javier Martínez)                                   |          |  |
| 14. | «Jugo de tomate» (Javier Martínez)                                            |          |  |

## Créditos
Manal
- Claudio Gabis: guitarra eléctrica
- Javier Martínez: voz y batería
- Alejandro Medina: Bajo eléctrico y voz

Invitados
- Gustavo Nápoli: guitarra eléctrica, invitado en "Doña Laura"

Otros
- Jorge "Corcho" Rodríguez: producción artística

## Premios y nominaciones

### Premio Carlos Gardel
| 2017 | Mejor álbum grupo de rock | Vivo en Red House | nominado |